# John Norton (atleta)
John Kelley Norton (Santa Clara, 16 aprile 1893 – New York, 20 dicembre 1979) è stato un ostacolista statunitense, vincitore di una medaglia d'argento ai Giochi della VII Olimpiade di Anversa nei 400 metri ostacoli nel 1920.

## Biografia
Dopo aver frequentato l'università di Stanford corse con i colori dell'Olympic Club of San Francisco.
Nell'aprile del 1920 stabilì il record mondiale sulle 440 iarde a ostacoli con il tempo di 54"2. Lo stesso anno, nel mese di luglio, si guadagnò il diritto di partecipare alle Olimpiadi giungendo secondo ai trials alle spalle di Frank Loomis. Nella finale olimpica fu di nuovo secondo preceduto dallo stesso Loomis.